# Список умерших в 1067 году
В этой статье представлен список известных людей, умерших в 1067 году.
См. также: Категория:Умершие в 1067 году

## Январь
- 25 января — Ин-цзун — китайский император из империи Сун (1063—1067)

## Февраль
- 3 февраля — Ростислав Владимирович — князь ростовский до 1057 года, князь волынский (1057—1064), князь тмутараканский (1064—1066).

## Март
- 11 марта — Копси — первый эрл Нортумбрии после нормандского завоевания (1067).

## Апрель
- 17 апреля — Роберт де Тюрланд — французский католический священник, монах-бенедиктинец, святой.

## Май
- 22 мая — Константин X Дука — византийский император с 1059 года.

## Июнь
- 13 июня — Роже де Сен-Поль — первый граф де Сен-Поль.

## Июль
- 4 июля — Жерве де Беллем (60) — епископ Ле-Мана (1036—1055), архиепископ Реймса (с 1055).
- 12 июля — Иоанн Комнин — византийский аристократ.

## Сентябрь
- 1 сентября — Бодуэн V Благочестивый — граф Фландрии с 1035 года.

## Ноябрь
- 27 ноября — Санча Леонская — графиня-консорт Кастилии (1032—1037), первая королева-консорт Кастилии (1037—1065) королева-консорт Леона (1037—1065), жена Фердинанда I Великого.
- Абу-ль-Асвар Шавур ибн Фадль — представитель династии Шеддадидов, военачальник.

## Декабрь
- 2 декабря — Шейх ат-Таифа ат-Туси — персидский учёный из шиитов-двунадесятников, автор двух из четырёх важнейших шиитских сборников хадисов.
- 9 декабря — Северий — епископ Праги (1030—1067)
- 13 декабря — Ричард д’Эврё — граф д’Эврё с 1037 года.

## Дата неизвестна или требует уточнения
- Аэд ин Гай Бернайг[англ.] — король Коннахта с 1046 года.
- Бахманяр — азербайджанский учёный.
- Ван Вэйи — китайский врач и фармацевт.
- Жоффруа II — граф Прованса. По другим данным, умер в 1065 году.
- Изонг — император тангутского царства Си Ся (1047—1067)
- Леди Годива — англосаксонская графиня, жена Леофрика, эрла (графа) Мерсии, которая, согласно легенде, проехала обнажённой по улицам города Ковентри в Великобритании ради того чтобы граф, её муж, снизил непомерные налоги для своих подданных.
- Маврилий[фр.] — архиепископ руанский с 1055 года. Святой римско-католической церкви.
- Мономахиня — неизвестная по личному имени представительница византийской императорской династии Мономахов, в 1046 году выданная замуж за киевского князя Всеволода Ярославича (1030—1093), мать Владимира Мономаха.
- Осульф — эрл Нортумбрии (1067)
- Оттон I — граф Орламюнде с 1039 года, маркграф Мейсена и граф Веймара с 1062 года.
- Раймунд Роже II — правитель Каркассонского графства.
- Ригоберт Овернский — святой римско-католической церкви[1].
- Сальвадор Гонсалес — кастильский дворянин.
- Цай Сян[англ.] — китайский каллиграф, ученый и поэт династии Сун.
- Феодор Далассен — государственный деятель Византийской империи.
- Эрик VII — король Швеции (1066—1067)